# زالونوو
زالونوو (به لاتین: Zaloňov) یک منطقهٔ مسکونی در جمهوری چک است که در شهرستان ناخود واقع شده‌است.